# Ariadna calilegua
Ariadna calilegua là một loài nhện trong họ Segestriidae.
Loài này thuộc chi Ariadna. Ariadna calilegua được Cristian J. Grismado miêu tả năm 2008.